# La Gioconda
La Gioconda ist eine Oper in vier Akten von Amilcare Ponchielli. Das Libretto verfasste Arrigo Boito unter dem Pseudonym „Tobia Gorrio“ nach dem Schauspiel Angelo, tyran de Padoue von Victor Hugo. Die Uraufführung erfolgte am 8. April 1876 im Teatro alla Scala in Mailand.

## Handlung

### Erster Akt:La bocca del Leone(Das Löwenmaul)
Barnaba, ein Spion der Inquisition, begehrt die schöne Straßensängerin Gioconda, doch da diese ihn zurückweist, sinnt er auf eine List: er verleumdet ihre Mutter als Hexe, um Gioconda unter Druck zu setzen. Bereitwillig will die aufgebrachte Menge die blinde Frau zum Scheiterhaufen führen, doch da kommen der Inquisitor Alvise Badoero und seine junge Frau Laura für den Karneval maskiert vorbei. Laura entdeckt einen Rosenkranz in der Hand der Blinden und kann daraufhin bei Alvise ihre Freilassung erwirken. Zum Dank schenkt die Blinde Laura den Rosenkranz. Barnabas Plan ist gescheitert, doch ersinnt er schnell eine neue List, als er in Giocondas Begleiter Enzo den Fürsten Grimaldo aus Genua erkennt: er war Lauras Geliebter gewesen, bevor diese zur Heirat mit Alvise gezwungen worden war, und musste sich als dalmatinischer Seemann verkleiden, weil er aus Venedig verbannt ist. Barnaba verspricht, Enzo ein Rendezvous mit Laura zu vermitteln, weil er hofft, dass Enzos Untreue Gioconda das Herz brechen werde. Nachdem Enzo bereitwillig darauf eingegangen ist, schreibt Barnaba einen Denunziationsbrief, in dem er Laura und Enzo vorwirft, gemeinsam aus Venedig fliehen zu wollen, und wirft diesen in das „Löwenmaul“ des Dogenpalastes ein, den Briefkasten der Inquisition für anonyme Denunziationen. Gioconda hat alles mitangehört und ist verzweifelt über Enzos Untreue.

### Zweiter Akt:Il Rosario(Der Rosenkranz)
Enzo und Laura treffen sich auf Enzos Schiff und beschließen die gemeinsame Abreise, als Gioconda erscheint, und die beiden Frauen geraten in einen heftigen Eifersuchtsstreit. Als sich auch noch das von Barnaba alarmierte Schiff des Alvise nähert, ist Laura endgültig verzweifelt. Sie fleht mit dem Rosenkranz die Mutter Gottes um Hilfe an. Als Gioconda dies sieht, erkennt sie in Laura die Frau, die ihrer Mutter das Leben gerettet hat, und verhilft ihr zur Flucht. Auch Enzo rät sie zur Flucht, doch dieser weigert sich und setzt lieber sein Schiff in Brand, um es nicht den Venezianern in die Hände fallen zu lassen, und rettet sich mit einem Sprung ins Meer.

### Dritter Akt:Ca’ d’Oro
In der „Ca’ d’Oro“, Alvises „goldenem Palast“, wird ein Fest gefeiert. Doch Alvise ist nicht in Feierlaune: erbost über Lauras Untreue, befiehlt er ihr, sich mit Gift selbst zu töten. Gioconda tritt auf, die beschlossen hat, Laura um Enzos Willen zu retten. Es gelingt ihr, das tödliche Gift mit einem anderen Mittel zu vertauschen, das Laura nur in einen tiefen, todesähnlichen Schlaf versetzt.
In einem anderen Raum des Palastes begrüßt Alvise seine Gäste, zu deren Unterhaltung der „Tanz der Stunden“ von einem Ballett aufgeführt wird. Nach dem Tanz zerrt Barnaba die Blinde in den Raum, die in den Palast gekommen war, um für die Seele eines Sterbenden zu beten. Da ertönt auch die Totenglocke, und Alvise offenbart seinen entsetzten Gästen Lauras Treuebruch und ihren vermeintlichen Tod. Enzo will sich auf ihn stürzen, wird aber von den Wachen überwältigt. Gioconda willigt ein, sich Barnaba hinzugeben, wenn dieser dafür Enzo befreit.

### Vierter Akt:Il Canal Orfano(Der Orfano-Kanal/La Giudecca)
Gioconda ist in die Ruine auf der Insel Giudecca zurückgekehrt, in der sie wohnt. Freunde bringen ihr die scheintote Laura, die sie aus dem Grab geborgen haben. Noch einmal kämpft Gioconda mit sich, die Gelegenheit wahrzunehmen, sich der Rivalin zu entledigen, doch widersteht sie der Versuchung. Enzo tritt auf und ist zunächst aufs Höchste aufgebracht, dass Gioconda die vermeintliche Leiche Lauras stehlen ließ. Erst als Laura erwacht, kann Gioconda klarstellen, dass alles nur arrangiert war, um dem Paar zur Flucht zur verhelfen. Die Liebenden können nur ihren Dank stammeln und brechen dann mit einem Boot auf. Barnaba tritt auf und will den vereinbarten „Preis“ für Enzos Rettung einfordern, doch Gioconda ersticht sich vor seinen Augen. Barnaba ruft ihr noch zu, dass er ihre Mutter in der Lagune ertränkt habe, aber sie kann ihn bereits nicht mehr hören.

## Entstehung
Verschiedene lokale Erfolge mit seinen frühen Opern ebneten Ponchielli den Weg an die Mailänder Scala. Als Sujet wählte er Victor Hugos Angelo, der schon als Vorlage für die Oper Il giuramento von Saverio Mercadante gedient hatte. Bis 1880 erstellte Ponchielli insgesamt fünf verschiedene Fassungen der Oper für Aufführungen in Mailand, Venedig, Rom, Genua und erneut Mailand.

## Musik
La Gioconda ist in durchkomponierter, nummernartig gegliederter Großform gehalten. Stilistisch steht das Werk in der Nachfolge Giacomo Meyerbeers Grand opéra und Giuseppe Verdis am Übergang zum Verismo. Zugleich ist sie durch ihre im Stil venezianischer Gesänge und Tänze angelegten Chöre, effektvolle Massenszenen und leidenschaftliche Soloauftritte eine echte Volksoper.

## Rezeptionsgeschichte
Bei der Uraufführung der Gioconda am 8. April 1876 im Teatro alla Scala in Mailand sangen Maddalena Mariani Masi (La Gioconda), Marietta Biancolini Rodriguez (Laura Adorno), Ormondo Maini (Alvise Badoero), Eufemia Barlani Dini (La Cieca), Juliàn Gayarré (Enzo Grimaldo), Gottardo Aldighieri (Barnaba), Giovan Battista Cornago (Zuane) und Amedeo Grazzi (Isepo). Es dirigierte Franco Faccio. Die Oper war sogleich ein großer Erfolg und markierte Ponchiellis Durchbruch als Komponist. Dennoch blieb das Werk sein einziger nachhaltiger Erfolg. Wesentlich zur Durchsetzung der Oper trug Romilda Pantaleoni bei, die die Titelpartie in einer Neuinszenierung an der Scala im Dezember 1883 verkörperte und diese Rolle danach auch in Wien und anderenorts übernahm.
In Italien ist La Gioconda fester Bestandteil der Opernspielpläne, zumal in der Arena von Verona. Maria Callas gab hier als Gioconda am 2. August 1947 ihr italienisches Debüt, und hat später (1952 und 1959) auch an zwei vollständigen Studioaufnahmen der Oper mitgewirkt. Außerhalb Italiens steht die Oper bis heute eher selten auf dem Spielplan. An der Deutschen Oper Berlin wurde bis Februar 2024 in Abständen eine Inszenierung gegeben, deren Bühnenbild aus der Entstehungszeit der Oper stammt. Die Entscheidung des designierten Intendanten Aviel Cahn, die rund 50 Jahre alte Inszenierung von Filippo Sanjust aus dem Programm zu nehmen, hatte bei Berliner Opernfans teilweise zu großen Protesten geführt.
Große Popularität auch außerhalb des Kontextes der gesamten Oper erlangte jedoch der Tanz der Stunden, die allegorische Balletteinlage aus dem 3. Akt, beispielsweise:
- in Walt Disneys Musikfilm Fantasia.
- als Melodie zu dem parodistischen Song Hello Muddah, Hello Fadduh (A Letter from Camp) von Allan Sherman und Lou Busch.
- als musikalische Untermalung von Werbespots der Konditorei Coppenrath & Wiese.
- als Melodie zu dem Song König der Alpen von Crack Ignaz.
- in dem Lied Eine Reise nach dem Süden von Gus Backus.
- in dem Lied Like I do von z. B. Nancy Sinatra, Maureen Evans, Teresa Brewer.

## Aufnahmen / Tonträger
- 1952: Antonino Votto (Leitung), Orchestra e Coro di Torino della Rai – Maria Callas (Gioconda); Fedora Barbieri (Laura); Giulio Neri (Alvise); Maria Amadini (La Cieca); Gianni Poggi (Enzo);  Paolo Silveri (Barnaba); Piero Poldi (Zuàne); Armando Benzi (Isèpo)
- 1957: Gianandrea Gavazzeni (Leitung), Orchestra e coro del Maggio Musicale Fiorentino – Anita Cerquetti (Gioconda); Mario del Monaco (Enzo); Ettore Bastianini (Barnaba); Giulietta Simionato (Laura); Cesare Siepi (Alvise); Franca Sacchi (La Cieca); (Decca Records)
- 1958: Fernando Previtali (Leitung), Orchestra e Coro di Santa Cecilia di Roma – Zinka Milanov (Gioconda); Giuseppe Di Stefano (Enzo); Leonard Warren (Barnaba); Rosalind Elias (Laura); Plinio Clabassi (Alvise); Belen Amparan (La Cieca); (RCA Records)
- 1959: Antonino Votto (Leitung), Orchestra e coro del Teatro alla Scala – Maria Callas (Gioconda); Pier Miranda Ferraro (Enzo); Piero Cappuccilli (Barnaba); Fiorenza Cossotto (Laura); Ivo Vinco (Alvise); Irene Companez (La Cieca); (EMI)
- 1967: Lamberto Gardelli (Leitung), Orchestra e Coro dell’Accademia di Santa Cecilia, Roma – Renata Tebaldi (Gioconda); Carlo Bergonzi (Enzo); Robert Merrill (Barnaba); Marilyn Horne (Laura); Nicolai Ghiuselev (Alvise); Oralia Domínguez (La Cieca); (Decca Records)
- 1981: Bruno Bartoletti (Leitung), National Philharmonic Orchestra, London Opera Chorus – Montserrat Caballé (Gioconda); Luciano Pavarotti (Enzo); Sherrill Milnes (Barnaba); Agnes Baltsa (Laura); Nikolaj Gjaurow (Alvise); Alfreda Hodgson (La Cieca); (Decca Records)
- 1987: Giuseppe Patanè (Leitung), Hungarian State Orchestra, Hungaroton Opera Chorus – Éva Marton (Gioconda); Giorgio Lamberti (Enzo); Sherrill Milnes (Barnaba); Livia Budai (Laura); Samuel Ramey (Alvise); Anne Gjevang (La Cieca); (CBS)